# Pan-American Exposition by Night
Pan-American Exposition by Night je americký němý film z roku 1901. Režisérem je Edwin S. Porter (1870–1941). Film trvá zhruba jednu minutu a premiéru měl 19. října 1901.
Snímek je považován za jeden z prvních filmů, ve kterém je předěl mezi dnem a nocí.

## Děj
Film zobrazuje budovy, ve kterých se konala světová výstava Pan-American Exposition, která probíhala mezi 1. květnem a 2. listopadem 1901 v americkém městě Buffalo ve státě New York. Film je nejdříve zachycuje ve dne a pak v noci.